# Stretto
Stretto és un procés d'imitació en què, en una fuga, el tema entra en intervals molt propers per part de les diferents veus, de manera que abans d'acabar la frase del subjecte una altra veu la inicia.
Habitualment en una fuga l'stretto es troba abans del final, entre un pedal de dominant que anuncia la cadència final i un pedal de tònica que introdueix el final.
El terme italià stretto (plural stretti) significa "estret", i és el participi del verb stringere ("estrènyer").